# Adenain
Adenain (EC 3.4.22.39, Adenain) je enzim. Ovaj enzim katalizuje sledeću hemijsku reakciju
Razlaganje proteina adenovirusa i ćelija domaćina na dva mesta konsenzusa: -Yaa-Xaa-Gly-Gly-Xaa- i -Yaa-Xaa-Gly-Xaa-Gly- (pri čemu je Yaa: Met, Ile ili Leu, i Xaa je bilo koja aminokiselina)
Ovu cisteinsku endopeptidazu kodiraju adenovirusi.

## Spoljašnje veze
- Adenain на 